# Alex Magala
Alex Magala (n. 24 iunie 1989, Orhei, RSS Moldovenească, URSS) este un animator moldovean și înghițitor de sabie care a câștigat competiția rusă de talente Minuta slavî („Russia's Got Talent”) în 2014. A fost, de asemenea, finalist la Britain's Got Talent și Italia's Got Talent, un semifinalist la Ukraiina mae talant („Ukraine's Got Talent”) și un sfert de finalist la America's Got Talent.